# Textpattern
Textpattern ist ein freies Blog- und Content-Management-System (CMS) unter der GPL 2, das zum Erstellen und Aktualisieren dynamischer Webseiten verwendet werden kann. (englisch text pattern = dt. Textmuster)

## Grundlagen
Textpattern ist in PHP geschrieben und benötigt eine MySQL-Datenbank. Das System verwaltet Texte, Cascading Style Sheets, Grafiken, herunterladbare Dateien und Links (Verweise) und generiert daraus sowohl XHTML-Seiten für die Darstellung in Webbrowsern als auch Web-Feeds in den Formaten RSS und Atom. Die Erfassung von Texten kann in der vereinfachten Auszeichnungssprache Textile oder in klassischem HTML erfolgen. Andere Auszeichnungssprachen wie etwa Markdown können mittels Erweiterungen nachgerüstet werden.
Textpattern ist so konzipiert, dass es die vollständige Entwicklung einer Website unterstützt. Daher wird Textpattern mit einem einfachen grafischen Template ausgeliefert, das es dem Benutzer ermöglicht, sein eigenes Design mit HTML und CSS zu entwickeln.
Im Gegensatz zu anderen Systemen, die oft ein Standard-Template verwenden, führt dies zu einzigartigen und individuellen Websites.
Darüber hinaus bietet Textpattern einige fertige Templates an, die nach dem Download sofort verwendet werden können, was die Anpassung an die eigenen Bedürfnisse erleichtert.

## Entstehung
Textpattern wurde ursprünglich von Dean Allen entwickelt. Mit der weiteren Verbreitung des Systems bildete sich ein Entwicklerteam, das sukzessive die Arbeit von Dean Allen übernahm.
Version 4.0 war die erste „offizielle“ Version und erschien am 14. August 2005. Die Version 4.8 erschien im Februar 2020.

## Features
Textpattern bietet Designern, Nutzern, Website-Administratoren und Entwicklern eine Reihe von Funktionen und Annehmlichkeiten, darunter:
- Einfaches Veröffentlichen mit Textile, einem Text-zu-HTML-Konverter, der es den Benutzern ermöglicht, Inhalte zu veröffentlichen, ohne HTML zu lernen.
- Vorschau sowohl auf das endgültige „Aussehen“ des Inhalts als auch auf dessen HTML.
- Themenvorlagen, die es ermöglichen, sowohl Live- als auch Entwicklungslayouts nebeneinander mit denselben Live-Daten zu betreiben. Entwicklungsvorlagen können in der Vorschau angezeigt und sofort live geschaltet werden, ohne dass eine Staging-Umgebung erforderlich ist.
- Ein Tag-basiertes Web-Template-System, das die Erstellung von wiederverwendbaren Inhalts- und Codeblöcken, den so genannten „Bausteinen“, und einen integrierten „Tag-Builder“ zur Automatisierung ihrer Erstellung ermöglicht.
- Tags können als Werte von Attributen anderer Tags verwendet werden („Tags in Tags“).
- Tags können verwendet werden, um Variablen einzurichten, um zu überprüfen, ob bestimmte Bedingungen erfüllt sind.
- Eine privilegienbasierte Benutzerhierarchie, die eine organisierte Struktur von Autoren, Redakteuren und Herausgebern ermöglicht, um die Zusammenarbeit und die Arbeitsabläufe bei der Veröffentlichung von Inhalten zu erleichtern.
- Ein Kommentarsystem, einschließlich Maßnahmen zur Bekämpfung von Spam.
- Syndizierung von Website-Inhalten über RSS und Atom.
- Eine robuste Plugin-Architektur, die das Hinzufügen von Funktionen zu jedem Teil des Systems, einschließlich des administrativen Backends, ermöglicht.
- Ein integriertes Link-Management-System.
- Ein integriertes Bildverwaltungssystem, das die Zuordnung von Bildern zu bestimmten Inhalten ermöglicht.
- Ein integriertes Dateiverwaltungssystem, mit dem Dateien zum Download angeboten werden können.
- Trennung von Inhalt und Präsentation mit einem Konzept von „Sektionen“ für die Präsentation und „Kategorien“ für die Organisation des Inhalts.
- Eine beliebige Anzahl von benutzerdefinierten Datenfeldern pro Artikel.
- UTF-8-Veröffentlichung und Unterstützung für viele Sprachen, einschließlich Englisch, Französisch, Italienisch, Deutsch, Tschechisch, Japanisch, Estnisch, Lettisch, Niederländisch, Norwegisch, Dänisch, Portugiesisch, Katalanisch, Polnisch, Slowenisch, Indonesisch, Schwedisch, Isländisch, Russisch, Arabisch, Persisch und Griechisch (einschließlich Unterstützung für Polytonisch).